# Øresundstogtrafikken
Øresundstogtrafikken, også benævnt Øresundstogsystemet, er betegnelsen for et net af regional togtrafik i Øresundsregionen. I Danmark køres fra Østerport via Københavns Hovedbanegård og Kastrupbanen til Københavns Lufthavn, herfra videre over Øresundsforbindelsen til Lund via Malmø. Herfra fortsættes i dag-/aftentimerne i retning mod Helsingborg/Halmstad/Gøteborg. Alvesta/Växjö/Kalmar eller Hässleholm/Kristianstad/Karlskrona.
Øresundstrafikken begyndte den 2. juli 2000, hvor Øresundsforbindelsen åbnede. Operatøren var DSB og SJ i samarbejde. Fra 11.januar 2009 overtog DSBFirst efter udbud al kørsel i Danmark på vegne af Transportministeriet og Sverige på vegne af Skånetrafikken, Länstrafiken Kronoberg, Västtrafik, Kalmar Länstrafik, Hallandstrafiken og Blekingetrafikken. 
Grundet stort underskud i 2011 fik DSBFirst frataget kørslen i Sverige som herefter overgik til Transdev som havde ansvaret frem til december 2020 hvorefter SJ Öresund, et datterselskab til SJ, overtog driften. Trafikken i Danmark forsatte under andet navn (DSB Øresund) frem til december 2015 hvor DSB igen overtog al drift.
I december 2022 overlod DSB på baggrund af en politisk aftale deres andel af driften fuldt ud til Skånetrafikken på hele strækningen Østerport-Malmø C hvilket reelt betyder at togene fremføres udelukkende med svensk personale ansat af Transdev.   
I Danmark køres som regionaltog med omkring 1 km mellem stationerne. I Sverige er der snarere tale om intercitytog med væsentligt længere mellem stationerne og endestationer omkring 300 km fra København. På begge sider af sundet udgør kørslen omkring 5 mio. togkilometer årligt. På Kystbanen transporterer Øresundstogene årligt 20 mio. passagerer. Trafikken over Øresund er de seneste år stagneret efter en periode med kraftig vækst med en årlig vækstrate, der i 2007 udgjorde ca. 27 %.[kilde mangler]

## Tog
I Øresundstrafikken benyttes 111 togsæt af typen Øresundstog, i Danmark betegnet Litra ET og i Sverige kaldet X31K, der er bygget specielt til Øresundstrafikken og håndterer de to landes forskellige kørestrøm og sikkerhedssystemer. 34 togsæt ejes af DSB, mens de resterende togsæt ejes af de svenske trafikselskaber. Togene var som de første i Danmark helt røgfrie. 